# Mercury Mountaineer
Mercury Mountaineer — среднеразмерный внедорожник, который выпускался подразделением Mercury компании Ford с 1996 по 2010 год.

## Первое поколение (1996—2001)
Первое поколение Mercury Mountaineer начало выпускаться в апреле 1996 года, а продажи начались в 1997 году. Как и Ford Explorer Limited, Mercury Mountaineer выпускался в четырёхдверной конфигурации. В 1998 году автомобиль прошёл рестайлинг.
Изначально Mountaineer оснащался 5,0-литровым двигателем Windsor V8 мощностью 215 л. с. в паре с четырёхступенчатой автоматической трансмиссией. С 1998 года опционально на Mercury Mountaineer устанавливался 4,0-литровый двигатель Cologne V6 мощностью 205 л. с. в паре с пятиступенчатой автоматической трансмиссией.
Существовали как задне-, так и полноприводные модели (ControlTrac). Режимы полного привода — Auto, High и Low.

### Галерея
- 1998—2001 Mercury Mountaineer
- 1997 Mercury Mountaineer
- Вид сзади

## Второе поколение (2000—2005)
Второе поколение Mercury Mountaineer было представлено в ноябре 2000 года на автосалоне в Лос-Анджелесе, а продажи начались в 2002 году. В стандартной комплектации автомобиль оснащался 4,0-литровым двигателем Cologne V6 мощностью 210 л. с. или же 4,6-литровым двигателем Modular V8 мощностью 239 л. с.

### Галерея
- Вид спереди
- 2002—2005 Mercury Mountaineer

## Третье поколение (2005—2010)
Третье поколение Mercury Mountaineer было представлено в 2005 году, а продажи начались в 2006 году и закончились в конце 2010 года в связи с прекращением деятельности бренда Mercury. К 4- и 5-ступенчатым автоматическим трансмиссиям добавилась 6-ступенчатая.

### Галерея
- Вид спереди
- Приборная панель

## Продажи
| Год  | Продажи в США |
| ---- | ------------- |
| 1996 | 26,700        |
| 1997 | 45,363        |
| 1998 | 47,595        |
| 1999 | 49,281        |
| 2000 | 46,547        |
| 2001 | 45,574        |
| 2002 | 48,144        |
| 2003 | 49,692        |
| 2004 | 43,916        |
| 2005 | 32,491        |
| 2006 | 29,567        |
| 2007 | 23,850        |
| 2008 | 10,596        |
| 2009 | 5,169         |
| 2010 | 5,791         |